# Carlos dos Reis Filho
Carlos dos Reis Filho, född 20 augusti 1906, var en friidrottare från Brasilien. Han deltog vid olympiska sommarspelen 1932.